# Magnitogorskij Metallurgitjeskij Kombinat
Publitjnoe Aktsioernoe Obsjtjestvo Magnitogorskij Metallurgitjeskij Kombinat (ryska: Магнитогорский металлургический комбинат, engelska: Magnitogorsk Iron and Steel Works), är en rysk stålproducent som är världens 30:e största och Rysslands tredje största med en årsproduktion på 12,86 miljoner ton stål för 2017.
Företaget har sitt ursprung från den 27 oktober 1752 när man började bryta metaller i de södra delarna av Uralbergen. I januari 1932 blev man det företag man är idag och 1992 beslutade den ryska staten att MMK skulle bli privatiserad.
För 2017 hade de en omsättning på nästan $7,5 miljarder och en personalstyrka på 17 955 anställda. Företaget har sitt huvudkontor i Magnitogorsk och kontrolleras av oligarken Viktor Rasjnikov.